# Tyrkerdue
Tyrkerduen (latin: Streptopelia decaocto) er en slank lille due, der er udbredt i Europa og Asien samt introduceret til dele af Nordamerika, Japan og de Caribiske øer. Artens oprindelige udbredelsesområde menes at være Sydasien, men den har siden spredt sig via Tyrkiet til Europa. Den ynglede første gang i 1950 i Danmark, hvor den nu er almindelig mange steder i nærheden af menneskelig bebyggelse.
I følge græsk mytologi skulle tyrkerduen være en forvandlet hårdtarbejdende tjenestepige, der klagede over sin ringe løn og bad om frigivelse. Lønnen var 18 (græsk: decaocto) pengestykker om året.

## Kendetegn
Tyrkerduen er lyst beigegrå eller sandfarvet med lang hale og forholdsvis smalle vinger med afrundet, mørke vingespidser. Den har et tydeligt sort, halvcirkelformet nakkebånd. Den er 31-34 cm lang og har et vingefang på mellem 48-56 cm. Tyrkerduen kan ikke forveksles med andre duearter, som er væsentlig større og mere buttede.
Dens stemme er en monoton kurren gu-kuu-gu, hvilket skulle have givet den artsnavnet decaocto, der betyder 18 på græsk og kan udtales som dens kurren.

## Indvandring til Danmark
Omkring 1930 begyndte tyrkerduen at vandre mod nordvest fra det sydøstlige Europa. Den var i 1938 nået til Østrig, i 1945 til Tyskland og i 1948 til Danmark. Der yngler 20-50.000 par i Danmark (år 2000).

## Yngel
Tyrkerduen yngler mellem marts og november og får 3-4 kuld à 2 æg, som ruges i 14-18 dage. Ungerne er flyvefærdige efter 17 dage.

## Jagt
1. juli 2020 blev tyrkerduen fredet i Danmark, og må ikke jages.